# Wither (EP)
Wither è il terzo EP del gruppo musicale statunitense Dream Theater, pubblicato il 14 settembre 2009 dalla Roadrunner Records.

## Descrizione
Si tratta dell'ultima pubblicazione con il batterista Mike Portnoy (se si esclude il brano del 2010 Raw Dog, incluso nell'EP God of War: Blood & Metal), il quale ha abbandonato il gruppo nel mese di settembre 2010. Inoltre è anche l'unica pubblicazione in studio a non figurare il simbolo dei Majesty sulla copertina.
All'interno del disco sono presenti tre versioni del brano omonimo: quella contenuta in Black Clouds & Silver Linings, una versione al pianoforte e una interamente cantata dal chitarrista John Petrucci, autore del brano. L'ultimo brano è invece una versione di The Best of Times cantata dal solo Portnoy.

## Promozione
Il 17 novembre 2009 la Roadrunner Records ha diffuso un video musicale per il brano omonimo, che mostra spezzoni tratti dai backstage, concerti e soundcheck delle tappe francesi, britanniche e olandesi tenute dai Dream Theater nel corso del Progressive Nation Tour.

## Tracce
1. Wither (Album Version) – 5:25 (John Petrucci)
2. Wither (Piano Version) – 5:08 (John Petrucci)
3. Wither (John Petrucci Vocal Demo) – 5:26 (John Petrucci)
4. The Best of Times (Mike Portnoy Vocal Demo) – 13:05 (testo: Mike Portnoy – musica: John Petrucci, Mike Portnoy, Jordan Rudess, John Myung)

## Formazione
- James LaBrie – voce (tracce 1 e 2)
- John Petrucci – chitarra (eccetto traccia 2), voce (traccia 3)
- John Myung – basso (eccetto traccia 2)
- Jordan Rudess – tastiera
- Mike Portnoy – batteria e percussioni (eccetto traccia 2), voce (traccia 4)